# 家父 (东周)
家父，春秋时期周王室的大夫。
前704年（周桓王十六年、鲁桓公八年），天王周桓王派家父到鲁国聘问。前697年（周桓王二十三年、鲁桓公十五年）春，周桓王派家父来鲁国索取车辆，《左传》认为不合于礼。诸侯不向天子进贡车辆、礼服，天子不向诸侯求取个人财物。